# Future Present Past
Future Present Past è il secondo EP del gruppo musicale statunitense The Strokes, pubblicato il 3 giugno 2016 dalla Cult Records.

## Descrizione
Il brano di apertura, Drag Queen, presenta influenze post-punk e voci modificate nel tono e compresse, mentre la sua linea di basso è stata paragonata ai Joy Division e ai New Order. I critici hanno interpretato i testi, concentrati su temi anticapitalisti e distopici, come un'esplorazione di argomenti che avevano influenzato la scrittura di Casablancas al di fuori dei The Strokes, inclusa quella per l'album Tyranny del 2014 dei The Voidz. La seconda traccia, Oblivius, presenta un cantato in falsetto che è stato descritto come capace di mantenere il tono "serio" del testo di Drag Queen, pur introducendo un suono più "gioioso". I critici hanno trovato il brano Threat of Joy simile allo stile musicale dei The Strokes nel loro album di debutto Is This It. L'EP si conclude con un remix di Oblivius realizzato dal batterista dei The Strokes, Fabrizio Moretti.

## Promozione
Il 25 maggio 2016, dei cartelloni pubblicitari a Londra e New York hanno iniziato a mostrare video promozionali del gruppo, raffiguranti una figura in corsa e le parole del titolo dell'EP. Cult Records ha pubblicato un video di uno di questi cartelloni su Instagram. Il giorno seguente, il cantante dei The Strokes, Julian Casablancas, ha annunciato l'uscita di Future Present Past durante la prima del suo programma Culture Void, andato in onda su SiriusXMU, e l'album è divenuto disponibile per il preordine. Quello stesso giorno sono stati presentati in anteprima i tre brani dell'EP: Oblivius durante la trasmissione di Culture Void, Drag Queen nello show di Zane Lowe su Beats 1, e "Threat of Joy" nello show di Annie Mac su BBC Radio 1. I The Strokes hanno suonato ciascuna delle tre canzoni il 31 maggio durante un concerto al Capitol Theatre di Port Chester, a New York.

## Tracce
1. Drag Queen – 4:33 (Julian Casablancas, Fabrizio Moretti, Nick Valensi)
2. Oblivius – 5:00 (Julian Casablancas, Albert Hammond Jr.)
3. Threat of Joy – 4:24 (Julian Casablancas)
4. Oblivius (Moretti Remix) – 5:30 (Julian Casablancas, Albert Hammond Jr.)

## Formazione
Gruppo
- Julian Casablancas – voce
- Albert Hammond Jr. – chitarra, tastiere
- Nick Valensi – chitarra, tastiere
- Nikolai Fraiture – basso
- Fabrizio Moretti – batteria, percussioni

Produzione
- Gus Oberg – produzione (eccetto traccia 4), missaggio (tracce 1 e 3)
- Ben Baptie – missaggio (traccia 2)
- Dave Kutch – mastering
- Phil Joly – ingegneria del suono
- Chris Tabron – ingegneria del suono, missaggio aggiuntivo
- Fabrizio Moretti – remix (traccia 4)

## Classifiche
| Classifica (2016) | Posizione massima |
| ----------------- | ----------------- |
| Francia           | 144               |